# Roy Johnson (kierowca)
Roy Johnson (ur. 20 września 1936) – brytyjski kierowca wyścigowy.

## Biografia
W 1960 roku zadebiutował w Formule Junior, rywalizując samochodem Halson. W 1961 roku zmienił pojazd na Elvę 100. Zajął wówczas szóste miejsce w wyścigu w Pferdsfeld, co umożliwiło mu zajęcie trzynastego miejsca w klasyfikacji końcowej Niemieckiej Formuły Junior. Następnie skoncentrował się na rywalizacji samochodami sportowymi. W 1966 roku ścigał się Marcosem Mini, a od sezonu 1968 – Chevronem B8. Johnson uczestniczył tym pojazdem w długodystansowych zawodach 1000 km na takich torach, jak Spa-Francorchamps, Nürburgring, Monza i Zeltweg. W 1970 roku wspólnie z Erwinem Barnesem i Yvesem Martinem podjął nieudaną próbę kwalifikacji do wyścigu 24h Le Mans. W 1973 roku zajął Chevronem B21 drugie miejsce w wyścigu 2 h Luanda. Rok później rywalizował Marchem 74S. Był wówczas drugi w 6 h Nova Lisboa oraz trzeci w 500 km Benguela.

## Wyniki
| Legenda oznaczeń w tabelach wyników Wyświetl szablon na nowej stronie | Legenda oznaczeń w tabelach wyników Wyświetl szablon na nowej stronie                                                                     |
| Oznaczenie                                                            | Wyjaśnienie |
| --------------------------------------------------------------------- | --- |
| Złoty                                                                 | Zwycięzca lub mistrzostwo |
| Srebrny                                                               | 2. miejsce lub wicemistrzostwo |
| Brązowy                                                               | 3. miejsce lub II wicemistrzostwo |
| Zielony                                                               | Ukończył, punktował (w klasyfikacji generalnej, gdy zdobył co najmniej jeden punkt na przestrzeni sezonu, poza trzema powyższymi opcjami) |
| Niebieski                                                             | Ukończył, nie punktował (w klasyfikacji generalnej, gdy nie zdobył co najmniej jednego punktu na przestrzeni sezonu)                      |
| Czerwony                                                              | Nie zakwalifikował się (NZ) |
| Czerwony                                                              | Nie prekwalifikował się (NPK) |
| Różowy                                                                | Nie ukończył (NU) |
| Różowy                                                                | Niesklasyfikowany (NS) (w klasyfikacji generalnej, gdy nie został sklasyfikowany w żadnym wyścigu sezonu)                                 |
| Czarny                                                                | Zdyskwalifikowany (DK) |
| Czarny                                                                | Wykluczony (WYK/EX) |
| Biały                                                                 | Nie wystartował (NW) |
| Biały                                                                 | Kontuzjowany (K/INJ) |
| Biały                                                                 | Wyścig odwołany (OD/C) |
| Bez koloru                                                            | Został wycofany (WYC/WD) |
| Bez koloru                                                            | Nie przybył (NP/DNA) |
| Bez koloru                                                            | Nie brał udziału w treningach (NT/DNP) |
| Bez koloru                                                            | Nie został zgłoszony (–) |
| Pogrubienie                                                           | Start z pole position |
| Kursywa                                                               | Najszybsze okrążenie wyścigu |
| †                                                                     | Nie ukończył, ale jego rezultat został zaliczony ze względu na przejechanie więcej niż 90% dystansu wyścigu.                              |
| *                                                                     | Sezon w trakcie |
| 1/2/3                                                                 | Punktowana pozycja w sprincie kwalifikacyjnym                                                                                             |
| Lista systemów punktacji Formuły 1                                    | |

### Mistrzostwa Świata Samochodów Sportowych
| Rok  | Zespół                  | Samochód       | Silnik | Wyniki w poszczególnych eliminacjach | Wyniki w poszczególnych eliminacjach | Wyniki w poszczególnych eliminacjach | Wyniki w poszczególnych eliminacjach | Wyniki w poszczególnych eliminacjach | Wyniki w poszczególnych eliminacjach | Wyniki w poszczególnych eliminacjach | Wyniki w poszczególnych eliminacjach | Wyniki w poszczególnych eliminacjach | Wyniki w poszczególnych eliminacjach | Wyniki w poszczególnych eliminacjach | Wyniki w poszczególnych eliminacjach | Wyniki w poszczególnych eliminacjach | Pkt. | Msc. |
| ---- | ----------------------- | -------------- | ------ | ------------------------------------ | ------------------------------------ | ------------------------------------ | ------------------------------------ | ------------------------------------ | ------------------------------------ | ------------------------------------ | ------------------------------------ | ------------------------------------ | ------------------------------------ | ------------------------------------ | ------------------------------------ | ------------------------------------ | ---- | ---- |
| 1966 |                         |                |        | Stany Zjednoczone                    | Stany Zjednoczone                    | Włochy                               | Włochy                               | Belgia                               |                                      | Francja                              | Włochy                               | Włochy                               |                                      | Szwajcaria                           |                                      | Austria                              | 0    | NS   |
| 1966 | Roy Johnson             | Marcos Mini GT | Marcos | -                                    | -                                    | -                                    | -                                    | -                                    | NS                                   | -                                    | NU                                   | -                                    | -                                    | -                                    | NU                                   | -                                    | 0    | NS   |
| 1968 |                         |                |        | Stany Zjednoczone                    | Stany Zjednoczone                    | Wielka Brytania                      | Włochy                               | Włochy                               |                                      | Belgia                               | Stany Zjednoczone                    | Austria                              | Francja                              |                                      |                                      |                                      | 0    | NS   |
| 1968 | Mag-Cap Motor Racing    | Chevron B8     | BMW    | -                                    | -                                    | -                                    | -                                    | -                                    | NZ                                   | NU                                   | -                                    | -                                    | -                                    |                                      |                                      |                                      | 0    | NS   |
| 1969 |                         |                |        | Stany Zjednoczone                    | Stany Zjednoczone                    | Wielka Brytania                      | Włochy                               | Włochy                               | Belgia                               |                                      | Francja                              | Stany Zjednoczone                    | Austria                              |                                      |                                      |                                      | 0    | NS   |
| 1969 | Roy Johnson Racing Team | Chevron B8     | BMW    | -                                    | -                                    | -                                    | -                                    | -                                    | -                                    | -                                    | -                                    | -                                    | NU                                   |                                      |                                      |                                      | 0    | NS   |
| 1970 |                         |                |        | Stany Zjednoczone                    | Stany Zjednoczone                    | Wielka Brytania                      | Włochy                               | Włochy                               | Belgia                               |                                      | Francja                              | Stany Zjednoczone                    | Austria                              |                                      |                                      |                                      | 0    | NS   |
| 1970 | Roy Johnson             | Chevron B8     | BMW    | -                                    | -                                    | -                                    | -                                    | -                                    | -                                    | -                                    | NZ                                   | -                                    | -                                    |                                      |                                      |                                      | 0    | NS   |
| 1974 |                         |                |        | Włochy                               | Belgia                               |                                      | Włochy                               | Francja                              | Austria                              | Stany Zjednoczone                    | Francja                              | Wielka Brytania                      |                                      |                                      |                                      |                                      | 0    | NS   |
| 1974 | Paulenco Racing         | March 74S      | Ford   | -                                    | -                                    | -                                    | -                                    | -                                    | NU                                   | -                                    | -                                    | -                                    | -                                    |                                      |                                      |                                      | 0    | NS   |
| 1975 |                         |                |        | Stany Zjednoczone                    | Włochy                               | Francja                              | Włochy                               | Belgia                               | Włochy                               |                                      | Austria                              | Stany Zjednoczone                    |                                      |                                      |                                      |                                      | 0    | NS   |
| 1975 | Alroy Racing            | March 75S      | Ford   | -                                    | -                                    | NZ                                   | -                                    | NU                                   | -                                    | -                                    | -                                    | -                                    |                                      |                                      |                                      |                                      | 0    | NS   |

### Brytyjska Formuła Junior BRSCC
| Rok  | Zespół      | Samochód | Silnik | Wyniki w poszczególnych eliminacjach | Wyniki w poszczególnych eliminacjach | Wyniki w poszczególnych eliminacjach | Wyniki w poszczególnych eliminacjach | Wyniki w poszczególnych eliminacjach | Wyniki w poszczególnych eliminacjach | Wyniki w poszczególnych eliminacjach | Wyniki w poszczególnych eliminacjach | Pkt. | Msc. |
| ---- | ----------- | -------- | ------ | ------------------------------------ | ------------------------------------ | ------------------------------------ | ------------------------------------ | ------------------------------------ | ------------------------------------ | ------------------------------------ | ------------------------------------ | ---- | ---- |
| 1960 |             |          |        | Wielka Brytania                      | Wielka Brytania                      | Wielka Brytania                      | Wielka Brytania                      | Wielka Brytania                      | Wielka Brytania                      | Wielka Brytania                      | Wielka Brytania                      | 0    | NS   |
| 1960 | Roy Johnson | Halson   | BMC    | -                                    | NU                                   | -                                    | -                                    | -                                    | -                                    | -                                    | -                                    | 0    | NS   |

### Niemiecka Formuła Junior
| Rok  | Zespół      | Samochód | Silnik | Wyniki w poszczególnych eliminacjach | Wyniki w poszczególnych eliminacjach | Wyniki w poszczególnych eliminacjach | Wyniki w poszczególnych eliminacjach | Wyniki w poszczególnych eliminacjach | Wyniki w poszczególnych eliminacjach | Wyniki w poszczególnych eliminacjach | Wyniki w poszczególnych eliminacjach | Wyniki w poszczególnych eliminacjach | Wyniki w poszczególnych eliminacjach | Wyniki w poszczególnych eliminacjach | Wyniki w poszczególnych eliminacjach | Pkt. | Msc. |
| ---- | ----------- | -------- | ------ | ------------------------------------ | ------------------------------------ | ------------------------------------ | ------------------------------------ | ------------------------------------ | ------------------------------------ | ------------------------------------ | ------------------------------------ | ------------------------------------ | ------------------------------------ | ------------------------------------ | ------------------------------------ | ---- | ---- |
| 1960 |             |          |        |                                      |                                      |                                      |                                      |                                      |                                      |                                      |                                      |                                      |                                      |                                      |                                      | 0    | NS   |
| 1960 | Roy Johnson | Halson   | BMC    | -                                    | -                                    | -                                    | -                                    | NW                                   | -                                    | -                                    | -                                    | -                                    | -                                    | -                                    | -                                    | 0    | NS   |
| 1961 |             |          |        |                                      |                                      |                                      |                                      |                                      |                                      |                                      |                                      |                                      |                                      |                                      |                                      | 1    | 13   |
| 1961 | Roy Johnson | Elva 100 | BMC    | -                                    | 6                                    | -                                    | -                                    | -                                    | -                                    | -                                    | -                                    | -                                    |                                      |                                      |                                      | 1    | 13   |

### Wschodnioniemiecka Formuła 3
| Rok  | Zespół            | Samochód    | Silnik | Wyniki w poszczególnych eliminacjach | Wyniki w poszczególnych eliminacjach | Wyniki w poszczególnych eliminacjach | Wyniki w poszczególnych eliminacjach | Wyniki w poszczególnych eliminacjach | Wyniki w poszczególnych eliminacjach | Pkt. | Msc. |
| ---- | ----------------- | ----------- | ------ | ------------------------------------ | ------------------------------------ | ------------------------------------ | ------------------------------------ | ------------------------------------ | ------------------------------------ | ---- | ---- |
| 1967 |                   |             |        |                                      |                                      |                                      |                                      |                                      |                                      | 0    | NS   |
| 1967 | Alroy Team Merlyn | Merlyn Mk10 | Ford   | -                                    | 4                                    | -                                    | -                                    | -                                    | -                                    | 0    | NS   |